# Voltigeurs castelbriantais
Maillots
Actualités
Dernière mise à jour : 17 septembre 2024.
Les Voltigeurs de Châteaubriant est un club de football français basé à Châteaubriant, en Loire-Atlantique.
Le club évolue actuellement en National 2 (quatrième division). La première saison à ce niveau remonte à 2017.

## Historique
C'est fin septembre 1907 que furent fondés les Voltigeurs Châteaubriant, à l'initiative de l'Abbé Bougouin afin de permettre aux nombreux jeunes de la commune de pratiquer une activité physique. La gymnastique fut la première discipline.
Le football apparait en 1920 sous la même identité. Cette dernière évolue alors dans des compétitions de " patronage", avant de s’affilier à la Fédération française de football le 1er juin 1931.
L’association regroupait également de nombreuses pratiques : basket, de l’haltérophilie, du tennis de table, du volley, une clique, une troupe de théâtre ou encore un cinéma.
En 2014, la formation entraînée par Stéphane Mottin réussit un doublé en remportant à la fois le championnat de DH Atlantique et la coupe Atlantique. Ils réalisent l'année suivante une seconde montée successive en accédant au CFA.
En 2017, le club est relégué en National 3 (D5), avant de remonter en 2020. En 2021, le club réalise un grand parcours en Coupe de France, en atteignant les 8èmes de finale, après avoir notamment sorti Le Mans FC. L'aventure s'arrête le 7 avril après une défaite 1-0 face au Montpellier HSC.

## Palmarès
- Vainqueur de la coupe de France FSF : 1958
- Meilleur parcours en Coupe de France: 8èmes de finale en 2020-2021
- Champion CFA 2 : 2015, 2020
- Champion DH Atlantique : 1991, 2004, 2014
- Champion DH Ouest : 1958
- Vainqueur de la coupe Atlantique : 2001, 2003, 2014

## Personnalités du club

### Présidents
- Joseph Viol (décennie 2010)
- Frédéric Bonnier (décennie 2010)
- Daniel Graiz (de 1998 à 2005)
- Jean Yves Le Goff
- Henri Toxé (décennie 1990)
- Joseph Viol (décennie 1980)

### Entraîneurs
- 1954-1955 :  Guy Campiglia
- 1997-1999 :  Jean-Luc Charrier
- 1999-2012 :  Daouda Leye
- 2012-2017 :  Stéphane Mottin
- 2017-2018 :  David Bouard
- 2018 - 2025 :  Daouda Leye et  Florian Plantard
- 2025 - ... : Michel Audrain

## Anciens joueurs
- Gaston Langouët (1944-1945), a joué au Stade rennais à la fin des années 1940.
- Jean-Marc Miton (1991-1992)
- Michel Audrain (1992-1993)
- Pierre-Emmanuel Bourdeau (2006-2007)
- Matthias Verschave (2011-2012)
- Éric Djemba-Djemba (2016)
- Abou Maïga (2017)
- Sambou Soumano (2020-2021)